# 베트남의 트로츠키주의

투쟁단기.

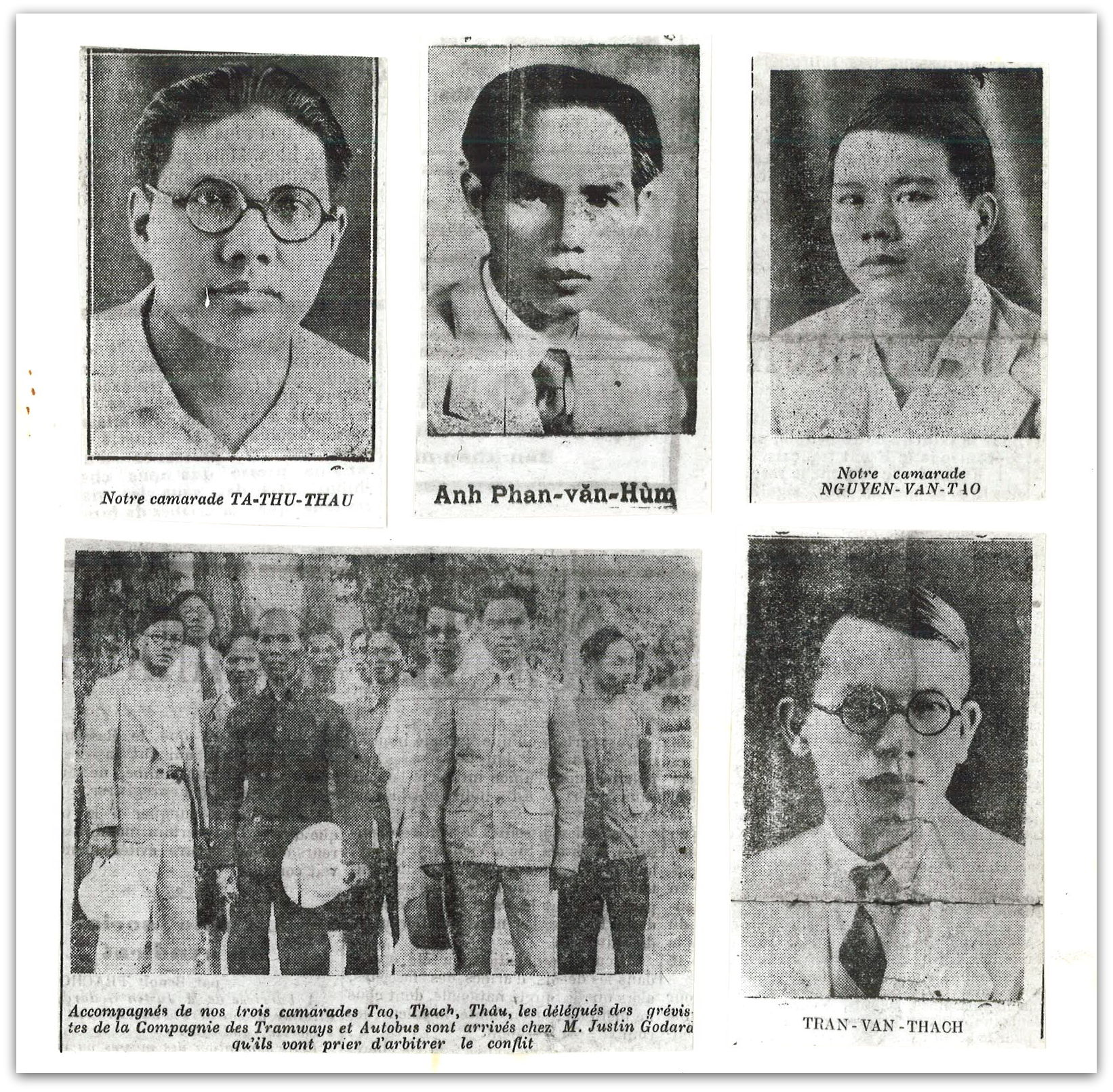
베트남의 주요 트로츠키주의자들

베트남의 트로츠키주의(베트남어: Trăng-câu Đệ-tứ Đảng)는 호찌민의 인도차이나 공산당(ICP)에 대한 좌경 반대파로서 나타났다. 그들은 레프 트로츠키의 “무산자 국제주의”와 “영구혁명론”에 따라 “무산계급의 전위당”을 재창당해야 한다고 주장했다. 1930년대 사이공의 부두와 공장에서 상당한 세를 얻은 트로츠키주의자들은 모스크바의 스탈린주의 노선을 따르는 ICP 당중앙에 유의미한 위협으로 작용했다.
1945년 9월 사이공 봉기 이후 베트남 트로츠키주의는 프랑스 식민당국의 쉬르테와 공산당의 베트민 양쪽에게 조직적으로 사냥당해 근절되었다.

## 좌익 반대파의 부상
베트남 혁명 서클에서 식별 가능한 트로츠키주의 경향은 파리에서 안남 독립당의 학생 청년들 사이에서 처음 나타난다. 옌바이 봉기의 유혈 진압 이후, 그들의 지도자 따투타우는 인도차이나 혁명에 대한 그들의 견해를 좌익 반대파의 라 베리테 (1930년 5월, 6월호) 지면에 표명했다. 혁명은 중국에서 중국국민당과 공동의 대의를 삼았던 코민테른이 지지했던 길을 따르지 않을 것이었다. 광범위한 민족주의 전선("쑨원주의")에 대한 헌신은 반식민지 투쟁의 혁명적 이익을 배신할 것이다. 식민지 주민들에게 선택은 더 이상 독립과 노예가 아니라 사회주의와 민족주의였다. "제국주의의 사회적 적"으로서 노동자와 농민 대중은 프랑스 감독관의 압제로부터 오직 그들 자신의 조직적인 행동을 통해서만 해방될 것이다. "독립은 프롤레타리아 혁명과 불가분하다."
옌바이 반란 지도자들의 처형에 반대하는 시위를 조직한 죄로, 1930년 5월 따투타우와 그의 동지 18명은 체포되어 코친차이나로 추방되었다.
사이공에서 추방자들은 좌익 반대파의 논문에 개방적인 몇몇 무장 단체를 발견했는데, 일부는 ICP 내부에 있었다. 1931년 11월, 당내에서 나타난 반대파들은 지하 잡지 Tháng Mười (10월)를 중심으로 10월 좌익 반대파 (Tả Đối Lập Tháng Mười)를 결성했다. 여기에는 호흐우뜨엉, 다오흥롱 (가명 안자), 판반훔이 포함되었다. "항상 반동적 이념인 민족주의는 노동계급에게 새로운 사슬을 만드는 것 외에는 성공할 수 없다"고 선언하며, 1930년 7월 파리에서 그들은 국제 좌익 반대파의 프랑스 지부인 공산주의자 연맹 [Lien Minh Cong San Doan/Groupe indochinois de la Ligue Communiste (Opposition)] 내에 인도차이나 그룹을 결성했다.
한때 "모스크바의 베트남 분견대의 이론가"로 여겨졌던 트엉은 도시와 농촌의 프롤레타리아의 "실제 투쟁"에서 직접 발생하는 새로운 "대중 기반" 정당을 요구했다. 그러나 사이공-촐론의 파업과 주변 지역의 농민 반란으로 촉발된 탄압은 모든 파벌에게 조직 활동을 거의 불가능하게 만들었다. 1930년부터 1932년 말까지 코친차이나에서 12,000명 이상의 정치범이 잡혔고, 그 중 7,000명은 형벌 식민지로 보내졌다. 당과 좌익 반대파의 구조는 모두 파괴되었다.

## 투쟁과 국제주의자 연맹

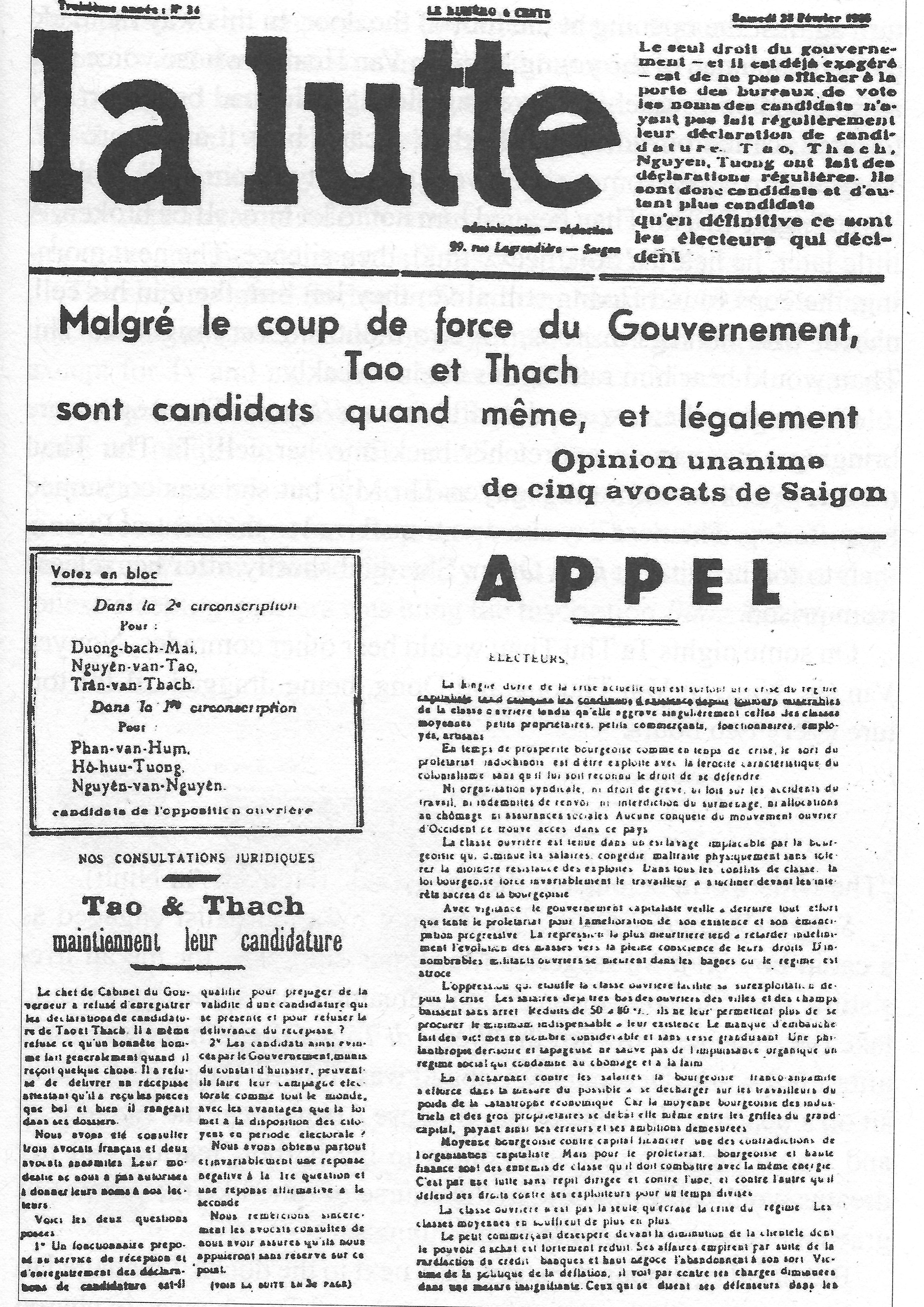
1935년 2월 23일 라 뤼트. 사이공 시의회 선거를 위한 "노동자 명단" 소개.

1933년, 따투타우, ICP의 응우옌반타오 [후에 하노이의 노동부 장관이 됨] 및 아나키스트 찐흥응아우를 포함한 여러 파벌 대표들이 카리스마적인 인물 응우옌안닌을 중심으로 재결성되었고, 1933년 4월-5월 사이공 시의회 선거에서 식민지 정권에 합법적으로 반대하는 이니셔티브를 취했다. 그들은 공동의 "노동자 명단"을 제시하고 그것을 지지하기 위해 짧은 기간 동안 신문 (베트남어 인쇄 제한을 우회하기 위해 프랑스어로) 라 뤼트 (투쟁)를 발행했다. 제한된 선거권에도 불구하고, 이 투쟁 그룹 중 두 명은 선출되었다 (하지만 의석을 거부당했다). 독립 (나중에 트로츠키주의자) 쩐반탁과 응우옌반타오였다.
1934년 라 뤼트의 협력은 공식적인 당-반대파 협정("식민 권력과 그 입헌주의 동맹에 대한 투쟁 지향, 소속된 두 그룹 중 어느 쪽이든 상관없이 노동자와 농민의 요구 지지, 고전 마르크스주의 사상의 확산, [그리고] 소련과 어느 흐름에 대한 모든 공격 거부")을 기반으로 부활했다. 1935년 3월 코친차이나 식민 의회 선거에서 라 뤼트의 지지를 받은 후보들은 17%의 득표율을 얻었지만, 아무도 선출되지 못했다. 두 달 후 사이공 시의회 선거에서 따투타우와 응우옌반타오를 포함한 공동 "노동자 명단"의 여섯 명의 후보 중 네 명이 선출되었지만, 표면적으로 비공산주의자였던 쩐반탁만이 의석을 허용받았다.
1935년 말, "스탈린주의자"들과 더 이상 화해하기를 꺼려했던 호흐우뜨엉, 루산한, 응오반후옛(나중에 망명지에서 트로츠키주의 투쟁을 기록한 자)의 10월 그룹은 제4인터내셔널 건설을 위한 국제주의 공산주의자 연맹 (Chanh Doan Cong San Quoc Te Chu Nghia--Phai Tan Thanh De Tu Quoc)의 핵심을 형성했다. 연맹은 자체 주간 "프롤레타리아 방어 및 마르크스주의 전투 기관"인 르 밀리탕 (이것은 스탈린에 대한 경고와 트로츠키의 인민전선에 대한 논쟁이 담긴 레닌의 유언을 실었다), 프랑스어와 베트남어로 된 시사 소책자 (모스크바 재판에 대한 응오반후옛의 규탄 포함), 선동적인 회보인 Thay Tho (임금 및 급여 노동자)를 포함하여 "완전한 비밀 및 합법 출판 시스템"을 유지했다. 르 밀리탕이 탄압된 후, 1939년 1월부터 연맹/10월주의자들은 비밀리에 티아상 (불꽃)을 발행하기 시작했다.
불꽃이라는 제목은 하노이의 티아상 (불꽃) 그룹을 지칭하는 것일 수 있으며, 조직적 연결을 시사한다. 1937-38년, 이 북부 그룹은 주간지 Thoi Dam (연대기)을 발행하여 노동자와 농민들에게 "쌀, 자유, 민주주의를 위한 투쟁에서 통일된 인민 위원회"를 설립할 것을 촉구했다. 10월주의자들은 하노이, 하이퐁, 빈에서 노동 조직 활동에 활발했던 것으로 보고된다.
스탈린주의자들은 직접세와 간접세에 폭력적으로 항의하고 임대료 인하를 요구하기 시작한 농민들에게 법을 존중할 것을 촉구했지만, 연맹의 "행동 위원회" 요구는 광범위한 체포로 이어졌다. "제4인터내셔널의 첫 재판"은 1936년 8월 31일 사이공에서 열렸다. 그들의 고문과 학대에 대한 공개 증언 이후, 루산한과 그의 동지 7명은 6개월에서 18개월의 완화된 형량을 받았다.
사이공에서 1937년 여름 총파업과 운송 파업으로 정점에 달하는 새로운 봉기가 일어나면서, 좌파의 흐름은 트로츠키주의자들에게 유리하게 돌아가는 듯했다. 지하 공산주의 언론에서 트로츠키주의에 대한 경고의 빈도로 판단하면, 조직적인 불안에서 반대파의 영향력은 "상당"했고, "우세"하지는 않더라도 그러했다.
따투타우와 응우옌반타오는 1937년 4월 시의회 선거에서 마지막으로 함께 출마하여 둘 다 당선되었다. 모스크바 재판의 그림자가 길어지면서 (당 충성파들은 한때 트로츠키주의 동료들을 "파시즘의 쌍둥이 형제"라고 비난해야 했다), 프랑스의 새로운 PCF 지지 인민전선 정부에 대한 의견 불일치가 커지면서 분열이 확실해졌다.
라 뤼트 그룹은 부르주아 입헌주의당과 함께 인도차이나 의회 운동 (Phong-tiao-Dong-duong-Dai-hoi)이라는 이름으로 자체 인민전선에 참여하여, 파리의 새 정부에 제시될 정치적, 경제적, 사회적 개혁과 관련된 요구 사항을 작성했다. 그러나 따투타우의 견해로는 프랑스 국회에서 좌경화가 의미 있는 변화를 가져오지 못했다. 그와 그의 동지들은 노동 파업 중 계속 체포되었고, 정부의 식민지 협의 약속에 대한 대중 의회 준비는 억압되었다. 사회주의자인 식민지 장관 마리우스 무테는 "인민 [의지]의 모든 요소와 광범위한 협의"를 추구했지만, "트로츠키주의-공산주의자들이 마을에 개입하여 주민의 농민 부분을 위협하고 위협하여 공무원의 모든 권한을 빼앗는" 바람에 필요한 "공식"을 찾지 못했다고 언급했다.
식민지 개혁 약속을 배신한 인민전선을 비판하는 따투타우의 동의안은 PCI 파벌에 의해 거부되었고, 1937년 6월 스탈린주의자들은 라 뤼트에서 탈퇴했다.
노동 불안은 1937년 총파업으로 정점에 달했으며, 여기에는 사이공 병기창 노동자, 인도차이나 횡단 철도 (사이공-하노이) 노동자, 통킹 광부, 고무 농장 쿨리 등이 포함되었다. 그들의 요구는 8시간 노동, 노동조합 권리, 집회 권리, 언론 자유 등이었다. 정부는 탄압에 의존했으며, 10월에는 인도차이나 의회 운동 자체가 해체되었다. 때때로 베트남어로 나타날 수 있었던 트로츠키주의자와 스탈린주의자 신문은 다시 금지되었고, 노동법은 휴지 조항으로 남았다.

## 노동자 대 민주주의 강령
1939년 4월, 10월주의자들과 함께 이제 완전히 트로츠키주의화된 라 뤼트 그룹은 응오반후옛의 후기 기록에 대한 한 평론가가 "1945년 이전에 '영구 혁명'의 정치가 식민주의에 대한 노동자와 농민의 반대에서 스탈린주의 '단계 이론'에 대해 아무리 덧없이든 대중 앞에서 승리한 유일한 사례"라고 묘사한 것을 축하했다. 식민지 코친차이나 평의회 선거에서 따투타우가 이끄는 "통일 노동자 및 농민" 명단은 공산당의 민주 전선과 "부르주아" 입헌주의자 모두를 누르고 득표율 80%를 기록했다.
제한된 재산세 및 사업세 납세자 유권자에게 혁명 이론은 문제가 되지 않았다. 오히려 그것은 프랑스-소련 협정에 따라 PCI가 지지할 의무가 있다고 느꼈던 식민지 방위세였다. 그럼에도 불구하고, 이 경쟁은 당과 좌파 반대파 사이의 이념적 간극을 보여주었다. 노동자 및 농민 강령은 혁명적이었고 (노동자 통제와 급진적인 토지 재분배 요구) 따투타우가 라 베리테에서 설명했던 분석을 반영했다. "원주민 부르주아지와 프랑스 제국주의 사이의 진정한, 유기적 연대"는 "프롤레타리아와 농민 대중"의 조직만이 국가를 해방시킬 수 있는 유일한 힘이었다는 것이었다. 독립 문제는 "프롤레타리아 사회주의 혁명 문제와 연결되어 있었다."
국민 단결과 헌법 개정을 위한 비교적 소박한 요구를 내세운 민주 강령은 선도 간부들이 "자본주의의 외부 발전을 훨씬 더 강조했고", "토론에서 '제국주의'라는 단어를 훨씬 더 자주 사용했으며", "불균등 교환"과 "베트남 사회의 지속적인 봉건적 성격"에 대해 이야기했던 당에 의해 제시되었다. 그것은 반식민지 투쟁의 즉각적인 목표가 사회주의가 아니라 민족적이었던 당이었다.
동시에, 민주 강령은 훨씬 더 큰 전국 조직과 존재를 가진 당을 대표했다. 트로츠키주의자들은 산업 및 상업 중심지, 그리고 프랑스와의 근접성을 더 예민하게 느낄 수 있는 프랑스 직할 코친차이나에 집중되어 있었다. (호흐우트엉의 비전은 프랑스 프롤레타리아트와 조율된 혁명적 총파업이었다.)
PCI의 더 큰 회복력, 즉 탄압에 맞서 재편성하고 재건할 수 있는 능력은 시골과 안남 (베트남 중부) 및 북부의 통킹에 조직되었기 때문이었다. 이 "보호국"에서 프랑스인들은 바오다이 황제의 명목상 권위 아래 전통적인 농촌 행정 요소를 유지했다. 그들의 통치는 여전히 존재하는 원주민 문화와는 외부적인 것으로 보이는 계산된 모습을 띠었고, 외국 감독관에 맞서 동원될 수 있는 민족 사회라는 생각에 더 큰 역할을 부여했다.
히틀러-스탈린 조약으로 공산당에 대한 정치적 개방은 1939년 8월 23일에 종료되었다. 모스크바는 프랑스와의 직접 대결로 돌아갈 것을 명령했다. 코친차이나에서 당은 1940년 11월에 농민 봉기를 일으켰고, 새로운 일본 점령군이 친페탱 프랑스 식민 당국에게 자유롭게 진압하도록 허용했다.
뒤늦게, 당시 아마도 3000명에 달했던 라 뤼트 그룹과 더 적은 수의 10월주의자들이 새로 구성된 제4인터내셔널의 공식 지부로 통합되었다. 그들은 국제 공산주의 연맹 (베트남)(ICL)을 결성하거나, 덜 공식적으로는 제4인터내셔널리스트 당 (Trăng Câu Đệ Tứ Đảng)을 결성했다. 그러나 1939년 9월 26일 프랑스 공산당을 합법적으로 해산시킨 프랑스 법은 인도차이나의 스탈린주의자와 트로츠키주의자 모두에게 적용되었다. 인도차이나 공산당과 제4인터내셔널리스트들은 전쟁 내내 지하로 숨어야 했다.

## 일본 점령 하 재부상
수십 명의 회원만을 보유한 ICL은 1944년 8월 사이공에서 재결성되었다. 1945년 3월 일본이 프랑스 식민 행정부에 대한 관용을 끝내고 베트남 민족주의자들에게 바오다이 황제 아래 새로운 정부와 협력할 것을 제안하자, ICL은 임박한 혁명을 준비하라는 선언문을 발표했다. 
오늘날 일본 참모부를 섬기는 자본가와 봉건주의자들도 연합 제국주의 국가들을 섬길 것이다. 모험주의적 정책을 가진 소부르주아 민족주의자들도 인민을 혁명적 승리로 이끌 수 없을 것이다. 제4인터내셔널의 깃발 아래 독립적으로 싸우는 노동계급만이 혁명의 전위의 임무를 완수할 수 있다.
제3인터내셔널의 스탈린주의자들은 '민주적' 제국주의자들 앞에서 비참하게 항복하기 위해 이미 노동계급을 포기했다. 그들은 더 이상 농업 문제에 대해 이야기하지 않음으로써 농민들을 배신했다. 만약 그들이 오늘날 외국 자본가들과 함께 행진한다면, 그들은 또한 다가올 시간에 국내 착취 계급이 혁명적인 인민을 진압하는 데 도움을 줄 것이다.

노동자, 농민들이여! 제4인터내셔널 당의 깃발 아래 단결하라!
개방적인 정치 투쟁의 기회는 1945년 8월 15일 점령군 일본 제국의 공식 항복과 함께 돌아왔다. 나중에 미국 육군부가 의뢰한 보고서는 "트로츠키주의자들이 항복 이후의 상황에 대비하지 못했다는 결론을 내렸다. 그들은 무장 병력도 잘 개발된 당 조직도 없었다." 이는 일본이 경쟁하는 마르크스-레닌주의 흐름들 간의 차이를 인식할 수 있었기 때문에 트로츠키주의자들을 비교적 용인했음에도 불구하고 그러했다. 즉, ICP는 중국과 서방 동맹국들과 공개적으로 동맹을 맺고 있었고, 북부의 그들의 병력은 미국 OSS의 무기와 훈련을 받기 시작했다.
"최소한 일부 베트남 트로츠키주의자들"이 통일 민족 전선 (UNF)에 합류했을 수 있다. "부르주아" 민족주의자 VNQD, 혼합주의적 화하오, 까오다이 종파 및 청년 전위대/탄니엔 띠엔퐁 [처음에는 프랑스인에 의해 동원됨]을 포용하며, 일본은 이를 PCI의 새로 형성된 베트남 독립 전선인 베트민에 대한 균형추로 보았다. 그러나 8월 14일 붕괴하는 바오다이 행정부로부터 권력을 넘겨받은 UNF는 일주일 후 베트민에 양도했다.

## 북부와 홍가이-껌파 "코뮌"
사건은 트로츠키주의자들이 사이공 지역에서 상대적으로 고립되어 있음을 빠르게 보여주었다. 북부에서는 1945년 9월 2일 하노이에서 호찌민이 베트남 민주공화국을 선포했지만, 북부의 발전과는 거의 친밀하지 못했다.
이러한 연결 부족은 응오반후옛과 그의 동지들이 하이퐁 북부의 홍가이-껌파 탄광 지역에서 패배한 일본군의 무관심한 시선 아래 3만 명의 노동자들이 광산, 공공 서비스 및 운송을 운영하기 위해 평의회를 선출하고, 수동이든 지적이든 모든 종류의 노동에 대해 동일 임금 원칙을 적용하고 있다는 보고를 받은 후 "무슨 일이 일어나고 있는지 알 길이 없었을" 때 "고통스럽게 분명"해졌다. 나중에 그들은 3개월간의 혁명적 자율 이후, 코뮌이 새로운 공화국의 "군사-경찰 구조"에 강제로 통합되었다는 것을 알게 되었다.
1944년 구금에서 풀려난 따투타우와 소수의 무리는 1945년 4월 (기근으로 황폐해진) 북부로 여행했다. 그들은 하노이에서 회보 치엔다우 (전투)를 발행하는 "형제 그룹"에 의해 광부와 농민들의 비밀 회의에 소개되었다. 이것은 북부의 ICL의 잔존 세력으로, 그들의 동지 중 많은 수가 베트민에 합류하기로 선택했다. 이제 스스로를 북베트남 사회주의 노동자당 (Dang Tho Thuyen Xa Hoi Viet Bac)이라고 부르며, 남부와 마찬가지로 그들은 노동자 통제, 토지 재분배, 프랑스의 복귀에 대한 무장 저항을 요구했다. 그들이나 다른 트로츠키주의 그룹이 홍가이-껌파 사건에서 어떤 역할을 했는지는 불분명하다. 호찌민의 명령에 따라 그들은 이미 체포되어 처형당하고 있었다.
베트민에 의해 남쪽으로 쫓겨다니던 따투타우는 9월 초 꽝응아이에서 체포되었다. 1년 후 파리에서 프랑스 사회주의자 다니엘 게린은 호찌민에게 따투타우의 운명을 묻자, 호찌민이 "진심 어린 감정으로" "따투타우는 위대한 애국자였고 우리는 그를 애도한다"고 답했다고 회상한다. 그러나 그는 이어서 "확고한 목소리로, '내가 정한 노선을 따르지 않는 모든 자들은 부서질 것이다'"라고 덧붙였다.

## 1945년 9월 사이공 봉기

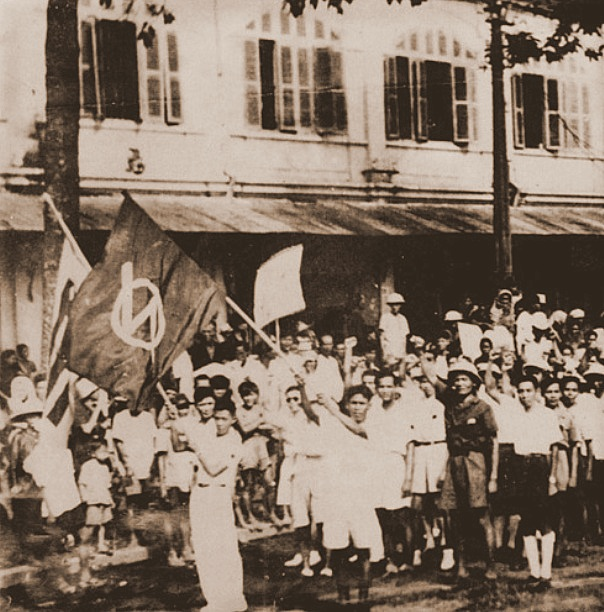
사이공의 베트남 트로츠키주의 연맹, 1945년 8월 21일.

8월 24일, 베트민은 사이공에 남부 행정 위원회라는 임시 행정부를 선포했다. 위원회가 일본군 해제를 명목으로 영국군과 영국령 인도군 병력의 상륙 및 전략적 배치를 허용하자, 경쟁하는 정치 단체들이 대규모로 나섰다. 1945년 9월 7일과 8일, 델타 도시인 껀터에서 위원회는 전위 청년단에 의존해야 했다. 그들은 ICL과 합세하여 프랑스 식민지 복원에 맞서 무장을 요구하는 군중에게 발포했다.
사이공에서 영국, 영국-인도 및 영국에 지휘된 일본군의 보호 아래 프랑스 당국의 잔혹한 재확립은 9월 23일 총봉기를 촉발했다. "농민에게 토지를! 노동자에게 공장을!"이라는 슬로건 아래 ICL은 인민들에게 무장하고 평의회를 조직할 것을 촉구했다. 이러한 노력을 조정하기 위해 국제주의자들은 "사이공-촐론, 자딘, 비엔호아 지역에 그 흔적을 남긴 발생기적 소비에트"인 인민혁명위원회를 설립했다. 대표자들은 "정당으로부터의 독립을 확인하고 노동자와 농민이 내린 결정의 자율성을 제한하려는 모든 시도를 단호히 비난하는 선언"을 발표했다.
다른 연맹 동지들과 함께 응오반후옛은 전차 노동자들과 함께 무장했다. "연맹의 국제주의 정신"에 따라 노동자들은 자신들의 노동조합인 총노동연맹(베트민에 의해 "민족 구원을 위한 노동자들"로 개명됨)을 탈퇴했다. 베트민의 노란 별을 거부하고, "자신들의 계급 해방"의 꾸밈없는 붉은 깃발 아래 집결했다. 그들은 북부 출신의 젊은 트로츠키주의자 쩐딘민의 전반적인 지휘 아래 자신들을 두었다. 그러나 민병대는 돌아온 프랑스군에 의해 큰 타격을 입었다. 응오반후옛은 10월 3일 티응게 다리에서만 200명이 학살되었다고 기록한다.
그들이 시골로 퇴각하면서, 그들과 이전 UNF와 동맹을 맺었던 민병대는 베트민이 도시를 포위하기 위해 돌아오자 교전으로 갇히게 되었다. 라 뤼트의 원래 편집 위원회에 스탈린주의자로 있었던 양백마이는 그의 옛 동료들을 추적하는 베트민 보안을 이끌었다. 10월 말까지 그들은 전 편집장 응우옌반티엔과 판반훔 등을 체포하고 처형했다. ICL이 이끄는 고얍 전차 노동자들은 사이공 북서쪽의 탑무오이 습지 (플레인 데스 존크)에서 1946년 1월 베트민이 그들의 지도자 쩐딘민을 살해할 때까지 베트민, 구르카 및 프랑스군에 맞서 저항했다.

## 망명 중인 베트남 트로츠키주의
자신의 혁명적 원칙을 포기한 호흐우뜨엉은 프랑스 바오다이 관련 정부 (나중에 그는 응우옌반티에우의 군사 정권 하에서 "우스꽝스러운 '야당'"의 의원이 되었다)에 망명했다. 그러나 "도시에서 수르테의 괴롭힘을 당하고 프랑스군과 베트민이라는 두 가지 테러에 의해 지배되는 시골에서 피난처를 거부당한" 후, 대부분의 ICL 생존자들은 응오반후옛처럼 프랑스로 망명을 택한 것으로 보인다.
1946년, 최대 500명의 망명자들이 베트남 국제주의 공산주의자 그룹(GCI – Internationalist Communist Group of Vietnam)의 회원으로 보고되었다. 그들은 라 뤼트의 전통을 따라 트란다우(투쟁)라는 제목의 신문을 발행했다.
아마도 더 작은 망명 출판물인 티엔토(노동자의 목소리)에서 응오반후옛은 동부라는 이름으로 "프롤레타리아트와 농민들이여, 총을 돌려라!"(1951년 10월 30일자)라는 논평을 썼다. 호찌민이 프랑스-괴뢰 바오다이 정부를 이긴다면, 노동자와 농민들은 그저 주인을 바꾼 것뿐일 것이다. 총을 든 사람들은 1917년 소비에트를 조직한 러시아 노동자, 농민, 병사들이나 1918-1919년 독일 노동자 및 병사 평의회의 예를 따라 자신들의 해방을 위해 싸워야 한다. 그러나 이것은 분명 소수 의견이었다.
트로츠키주의자들의 국제적인 소비에트 연방 방어(퇴화된 노동자 국가로서)와 일치하여, 베트남 트로츠키주의자들은 베트민 정권에 대한 비판을 완화했다. 응오반후옛이 언급했듯이 "베트남에서 호찌민의 용병들에게 거의 모든 동지들이 암살당했음에도 불구하고" 채택된 슬로건은 "제국주의의 공격으로부터 호찌민 정부를 방어하라"였다.
1940년대 후반 인도차이나 전쟁이 격화되자 프랑스 정부는 트로츠키주의자의 약 4분의 3을 포함하여 대규모 베트남인 추방을 시작했다. 후자는 "베트남으로 돌아온 후 단순히 사라졌으며, 아마도 베트민 스탈린주의자들에게 항복했거나 스탈린주의자 또는 프랑스군에 의해 숙청된 것으로 추정된다." 1951-52년경에는 프랑스에 약 70명의 베트남 트로츠키주의자가 남아 있었다. 라 뤼트와 연맹 지지자들은 볼셰비키-레닌주의 베트남 그룹(BLGV)으로 합쳐졌다. 이는 적어도 어떤 형태로든 1974년까지 존재했다.
1980년대 초까지 1930년대 아시아에서 좌익 반대파의 가장 중요한 표현이었을 수 있는 (중국보다 더 광범위하고 인도에서 나타나기 전이었을 가능성이 있는) 베트남 트로츠키주의 운동의 역사는 "트로츠키주의자들 자신에 의해서 거의 잊혀졌다." 로버트 알렉산더는 이에 대해 두 가지 이유를 제시한다.
첫째, "베트남에서 스탈린주의자들이 트로츠키주의 지도부를 너무 철저히 말살했기" 때문이었다. 이는 "운동의 뛰어난 인물이 국외에서 살아남아 증언하거나 국제 트로츠키주의 운동의 한 파벌에서 계속 활동할 수 없게 만들었다." 응오반후옛은 이 이야기의 가장 흔히 인용되는 증인일 것이다. 그러나 응오반후옛의 회고록은 "볼셰비즘-레닌주의-트로츠키주의"를 부정하는 서문으로 시작한다. 프랑스에서 스페인 내전 난민, 아나키스트, POUM (마르크스주의 통일 노동자당) 참전용사들과 교류한 경험은 응오반후옛을 "소위 '노동자 정당'"의 정치에서 "영구적으로 멀어지게" 했다.
그러나 두 번째 이유는 바로 응오반후옛이 자신의 티엔토 기사(그리고 나중에 사망한 친구와 동지들을 위한 추모문)에서 강조했던 것이다. 로버트 알렉산더가 "거의 모든 국가와 모든 파벌의 트로츠키주의자들이 1945년부터 1975년까지 30년 동안 다양한 형태로 지속된 길고 잔혹한 베트남 전쟁 동안 스탈린주의 측을 지지하는 데 쏟았던 열정, 노력, 관심"이라고 설명하는 것이다. 호찌민과 그의 후계자들의 '퇴화된 노동자 국가'에 대한 이처럼 강한 헌신으로 인해, 그가 동료 트로츠키주의자들에게 했던 일에 대한 어떤 기억도 세계 트로츠키주의 운동에 적어도 불편함, 심지어 노골적인 당혹감의 원천이 될 수밖에 없었다.
ICP가 남부의 전체 마르크스주의 반식민지 파벌을 제거하기로 한 결정은 전국적으로 많은 정치적 의식을 가진 베트남인들에게 충격이었으며 비난의 대상이 되어 왔다.

## 같이 보기
- 베트남의 아나키즘
- 베트남의 공산주의
- 국제 공산주의 연맹 (베트남)
- 라 뤼트
- 응오반후옛
- 판반훔
- 베트남의 사회주의
- 따투타우

## 더 읽어보기
- Robert J. Alexander, International Trotskyism 1929–1985: A documented analysis of the movement. Duke University Press, Durham NC, 1991.
- William J. Duiker: The Communist Road to Power in Vietnam, Westview Press, Boulder, Colorado, 1981.
- Daniel Hémery, Révolutionaires vietnamiens et pouvoir colonial en Indochine, François Maspero, Paris, 1975.
- Hue-Tam Ho Tai, Radicalism and the Origins of the Vietnamese Revolution, Harvard University Press, Cambridge MA. 1996.
- Anh Van and Jacqueline Roussel, National Movements and Class Struggle in Vietnam, New Park Publications, London 1987.
- Ngo Van, Viet-nam 1920-1945: Révolution et contre-révolution sous la domination coloniale, Paris: Nautilus Editions, 2000. Excerpts appear in English as Revolutionaries They Could Not Break: The Fight for the Fourth International in Vietnam. London: Index Pr. 1995.
- Ngô Văn, In the Crossfire: Adventures of a Vietnamese Revolutionary. AK Press, Oakland CA, 2010.